# DIMM

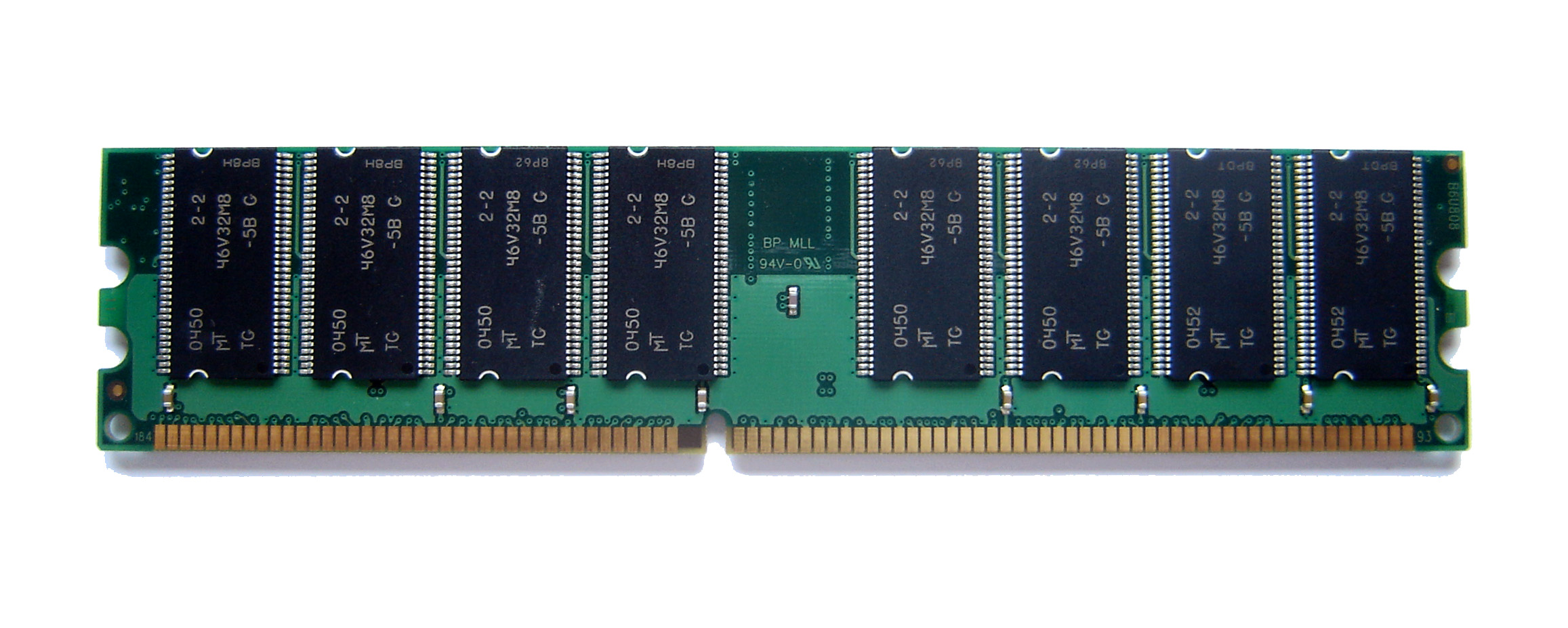
En DIMM-modul med 1GB DDR SDRAM

DIMM, Dual In-line Memory Module är en typ av minnesmodul med en datakanal som är 64 bitar bred jämfört med föregångaren SIMM som bara har en hälften så bred kanal. DIMM används därför i datakonfigurationer som stödjer en 64-bitars eller bredare databuss. DIMM innehåller ECC (Error Checking and Correction) som kontrollerar fel vid lagring av data i minnet. 
Vanliga hastigheter:
- PC2700/DDR333 2x166 MHz
- PC3200/DDR400 2x200 MHz
- PC3500/DDR433 2x216 MHz
- PC3700/DDR466 2x233 MHz
- PC4000/DDR500 2x250 MHz
- PC4200/DDR533 2x266 MHz
- PC5300/DDR667 2x333 MHz
- PC6400/DDR800 2x400 MHz
- PC8500/DDR1066 2x533 MHz

Några typer av arbetsminnen som levereras som DIMM-moduler:
- SDRAM
- DDR SDRAM
- DDR2 SDRAM
- DDR3 SDRAM